# Juraj Podkonický
Juraj Podkonický (* 26. září 1968 Ružomberok) je český právník slovenského původu. Působí jako soudní exekutor v Praze.

## Životopis
Vystudoval Právnickou fakultu Univerzity Komenského v Bratislavě v letech 1987 až 1991; v prosinci 2001 obhájil rigorózní práci na téma Veřejnoprávní, soukromoprávní a etická regulace reklamy a získal titul doktora práv (JUDr.). V letech 1995 až 1999 postgraduálně studoval na katedře mezinárodního práva v Bratislavě a získal titul doktora (PhD.); v roce 1995 pak postgraduálně studoval na Právnické fakultě Univerzity Karlovy v Praze – nemovitosti, katastr nemovitostí.
V letech 1991 až 1995 působil postupně v komerčně-právních kancelářích Karel Hrádela, Jozef Matula a Winter, Svoboda & spol. V roce 1995 se stal ředitelem Rady pro reklamu, od roku 1997 do roku 2000 pracoval jako místopředseda a člen Rady České televize. Od roku 2000 roku zastával také funkci viceprezidenta Evropské aliance pro samoregulaci reklamy pro střední a východní Evropu (EASA) a následně byl výkonným ředitelem Czech Euro 2003.
Od roku 2001 do roku 2009 byl prezidentem Exekutorské komory České republiky (do funkce byl zvolen třikrát za sebou), sám působí jako soudní exekutor od roku 2001 (Exekutorský úřad Praha 5).

## Kauzy
7. února 2022 zveřejnila nevládní organizace Člověk v tísni znalecký posudek, podle kterého využíval exekutor Juraj Podkonický padělal doručenky, čímž neoprávněně zvyšoval náklady exekučního řízení během tzv. Milostivého léta.
V březnu 2023 byla na exekutorský úřad podána Ministerstvem spravedlnosti České republiky kárná žaloba ve věci obcházení zákonných pravidel o zastavování bagatelních exekucí.